# Државни пут 442
Државни пут IIБ реда 442 је локални пут у јужној Србији који повезује Врање са Босилеградом преко планине Бесна Кобила.

## Траса пута
| \| \| \| \| Везе \| \| -- \| -------------------- \| \| ---------- \| \| 0 \| Ранутовац \| \| Врање \| \| 2 \| Врањска Бања \| \| \| \| 31 \| Крива Феја \| \| \| \| 42 \| Планина Бесна Кобила \| \| \| \| 64 \| Гложје \| \| Босилеград \| |                      |  |            |
| |                      |  | Везе       |
| 0 | Ранутовац            |  | Врање      |
| 2 | Врањска Бања         |  |            |
| 31 | Крива Феја           |  |            |
| 42 | Планина Бесна Кобила |  |            |
| 64 | Гложје               |  | Босилеград |